# Alex Gino
Alex Gino är en amerikansk barnboksförfattare. Debutboken George har nominerats för och även vunnit flera priser, däribland Stonewall Book Award 2016 samt 2016 Lambda Literary Award i kategorin "LGBT Children's/Young adult".
Gino är ickebinär och använder hen som pronomen och använder den könsneutrala titeln Mx.

## Biografi
Gino är född och uppvuxen i Staten Island, New York, men har genom åren bott på olika platser runtom i USA.